# Dactyloscirus hoffmannae
Dactyloscirus hoffmannae är en spindeldjursart som beskrevs av Swift 1996. Dactyloscirus hoffmannae ingår i släktet Dactyloscirus och familjen Cunaxidae. Inga underarter finns listade i Catalogue of Life.